# Мохлин
Мо́хлин (англ. Mauchline) — посёлок в Шотландии в округе Ист-Эршир. Находится на расстоянии 14 километров от Килмарнока, административного центра округа.